# لودویک دانیک
لودویک دانیک (چکی: Ludvík Daněk؛ تلفظ چکی: [ˈludvi:k ˈdaɲɛk]؛ ۶ ژانویه ۱۹۳۷ – ۱۵ نوامبر ۱۹۹۸) پرتاب‌گر دیسک اهل جمهوری چک بود.
از افتخارات وی میتوان به کسب مدال طلا پرتاب دیسک در بازی‌های المپیک تابستانی ۱۹۷۲ اشاره کرد.